# Герб Камчатской области
Герб Камча́тской области — официальный символ Камчатской области, бывшего субъекта Российской Федерации. С 1 июля 2007 года Корякский автономный округ и Камчатская область, слившись, образовали новый субъект Российской Федерации — Камчатский край.
Герб Камчатской области утверждён решением Совета народных депутатов Камчатской области 15 апреля 2004 года и внесён в Государственный геральдический регистр Российской Федерации под регистрационным номером 1760.

## Описание герба
Герб Камчатской области представляет собой четырёхугольный с закругленными нижними углами, заострённый в оконечности геральдический щит. В лазоревом поле над волнистой серебряной оконечностью, обременённой двумя волнисто-изогнутыми лазоревыми поясами - три чёрные сопки (средняя - перед двумя боковыми), окаймлённые серебром, с серебряным снегом на вершинах и с выходящим из каждой вершины червлёным пламенем в окружении серебряного дыма.

## Описание символики
Волнисто-изогнутые пояса, лазуревый и синий цвета символизируют воды омывающих Камчатку морей: на западе – Охотского, на востоке – Берингова и Тихого океана. Они говорят о том, что с присоединением в 1697 году Камчатки Россия вышла к Мировому океану, стала тихоокеанской державой. В результате существенно возросло политическое и экономическое величие Российского государства.
Синий цвет и подчеркивает это величие.
Белый - свидетельствует о миролюбии, чистоте, чести и благородстве.

## История герба

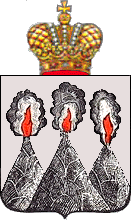
Герб Камчатской области (1851 год)

Камчатская область была образована в 1803 году, в 1822 была упразднена, вместо неё в составе Иркутской губернии было создано Камчатское приморское управление.
2 декабря 1849 года последовал Высочайший указ: "…из частей, подведомственных камчатскому приморскому управлению и ижигинского округа, состоящего в ведомстве охотского приморского управления, образовать особую область, которой именоваться Камчатской областью". Также же были опубликованы указы, по которым назначался военный губернатор из морского ведомства, определялось положение об управлении областью, её штат и герб.
Первый герб Камчатской области был Высочайше утверждён 22 июня 1851 года и имел следующее описание: В серебряном поле щита изображены три сопки или огнедышащие горы чёрные цвета. Щит увенчан золотой Императорскою Короною.
В 1856 году Камчатская область была преобразована в округ (под управлением исправника) Приморской области. 
Вновь Камчатская область была создана в 1909 году. В 1922 году Камчатская область была преобразована в Камчатскую губернию. Вновь область была образована 20 октября 1932 в составе Хабаровского края, с 23 января 1956 являлась самостоятельной областью РФ.
В советский период Камчатская область герб не имела.
В постсоветский период, 15 апреля 2004 года был утверждён герб Камчатской области.
После объединения с 1 июля 2007 года Камчатской области и Корякского автономного округа вышло Постановление № 2 Губернатора Камчатского края от 5 июля 2007 года «О порядке руководства деятельностью органов исполнительной власти Камчатской области и Корякского автономного округа в переходный период образования Камчатского края» (с изменениями от 13 июля, 10 августа, 21 августа, 23 августа, 17 сентября 2007 года) было установлено, что:
«…печати, штампы, бланки писем и иные атрибуты органов исполнительной власти Камчатской области и Корякского автономного округа используются без изменений».
Герб Камчатской области продолжал использоваться до 18 марта 2010 года, до официального опубликования в газете "Официальные ведомости" №55-57 о вступившем в силу закона Камчатского края от 5 марта 2010 года № 395 "О гербе Камчатского края".